# Nippononeta minuta
Nippononeta minuta là một loài nhện trong họ Linyphiidae.
Loài này thuộc chi Nippononeta. Nippononeta minuta được Ryoji Oi miêu tả năm 1960.